# Asplundia ewanii
Asplundia ewanii är en enhjärtbladig växtart som beskrevs av Gunnar Wilhelm Harling. Asplundia ewanii ingår i släktet Asplundia och familjen Cyclanthaceae. Inga underarter finns listade.